# Juan Zorrilla de San Martín
Juan Zorrilla de San Martín (ur. 28 grudnia 1855 w Montevideo – zm. 3 listopada 1931 tamże) – urugwajski poeta. Jego najsłynniejsze dzieła to 
Tabaré i La Leyenda Patria  (Patriotyczna legenda). San Martín jest także autorem Himno al Arbol (Hymnu do drzewa), znanego w świecie hiszpańskojęzycznym poematu, a później piosenki. Oprócz pisania zajmował się też polityką i piastował stanowisko ambasadora Urugwaju w Hiszpanii, we Francji i przy Stolicy Apostolskiej.
Jego dom w Montevideo pełni obecnie rolę muzeum poety. Jeden z jego synów José Luis Zorrilla de San Martín był dobrze znanym i cenionym rzeźbiarzem.